# Velothon Berlin

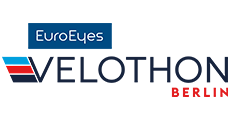
Logotipo oficial do evento Euro Eyes Velothon Berlin.

A Velothon Berlin (oficialmente:Garmin Velothon Berlin), é uma competição de ciclismo profissional que se disputa em Berlim, na Alemanha, no mês de maio.
Após o desaparecimento da quase totalidade de corridas disputadas na Alemanha por causa de dopagem, o ex campeão alemão Erik Zabel impulsionou esta corrida que se começou a disputar em 2011 fazendo parte do UCI Europe Tour, dentro da categoria 1.1.
A corrida tem o formato de uma clássica e é ideal para os velocistas.
Ao longo da história tem tido diferentes denominações:
- ProRace Berlin (2011-2013)
- Velothon Berlin (2014-2015)

Desde 2014 faz parte dos festivais chamado «Eventos Velothon» com festivais similares em Estocolmo (Velothon Stockholm), Gales (Velothon Wales) e Stuttgart.

## Palmarés
| Ano  | Ganhador        | Segundo         | Terceiro         |
| ---- | --------------- | --------------- | ---------------- |
| 2011 | Marcel Kittel   | Giacomo Nizzolo | Aleksey Markov   |
| 2012 | André Greipel   | Rüdiger Selig   | Raymond Kreder   |
| 2013 | Marcel Kittel   | Matteo Pelucchi | André Greipel    |
| 2014 | Raymond Kreder  | Sam Bennett     | Alexander Porsev |
| 2015 | Ramon Sinkeldam | Sam Bennett     | Zico Waeytens    |

## Palmarés por países
| País          | Vitórias |
| ------------- | -------- |
| Alemanha      | 3        |
| Países Baixos | 2        |